# Ossian Hall (piantagione)
Ossian Hall era una residenza padronale di piantagione collocata presso Annandale nella contea di Fairfax, in Virginia.

## Storia
Ossian Hall venne costruita nel XVIII secolo all'interno della piantagione di Ravensworth da Nicholas Fitzhugh, figlio di Henry Fitzhugh. Nel 1804, il dottor David Stuart, commissario della Città Federale, acquistò Ossian Hall e si stabilì qui con sua moglie, Eleanor Calvert Custis Stuart, ed i loro figli.
Francis Asbury Dickins, un procuratore di Washington, utilizzò questa casa come sua residenza estiva sino allo scoppio della guerra civile americana quando preferì trasferirvicisi definitivamente per un anno. La residenza non subì danni nel corso della guerra civile.
Joseph L. Bristow, un politico americano originario del Kansas, acquisì dai Dickins la residenza e la tenuta di Ossian Hall nel 1918 e qui morì il 14 luglio 1944.
La casa, ormai abbandonata, venne incendiata il 3 settembre 1959 nell'ambito di una serie di esercitazioni dell'Annandale Fire Department.

## Galleria d'immagini

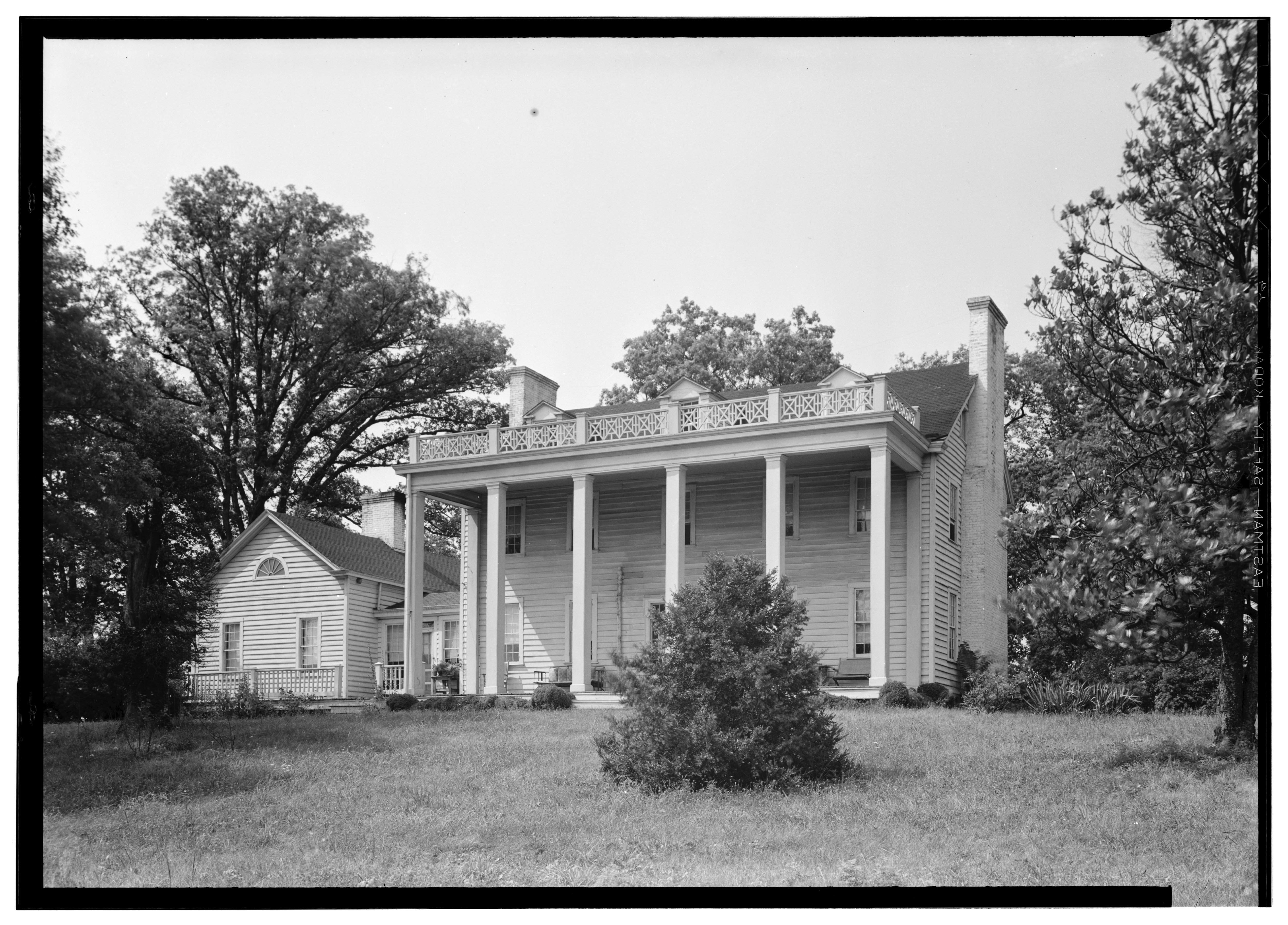
Il retro della casa
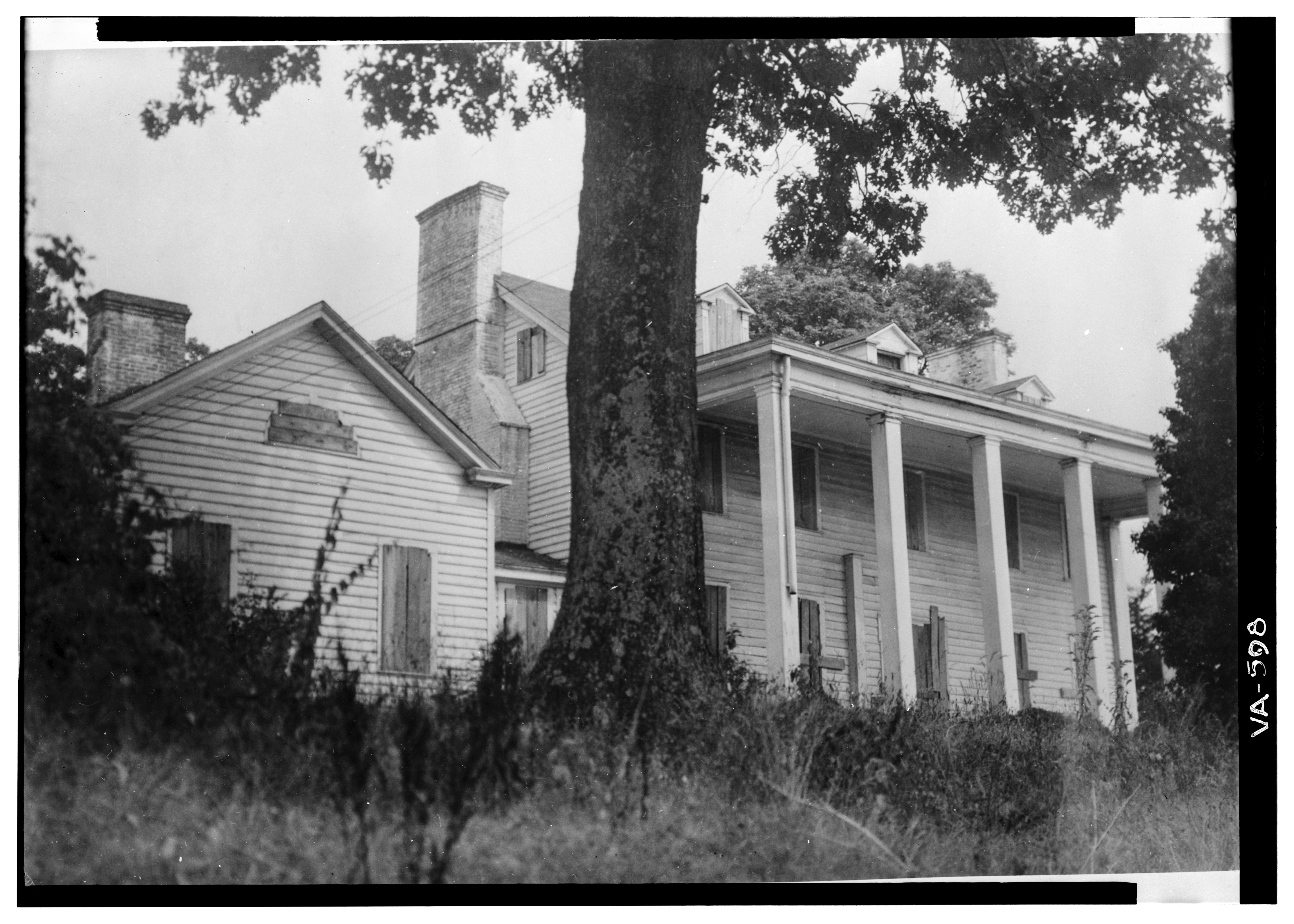
Il retro della casa
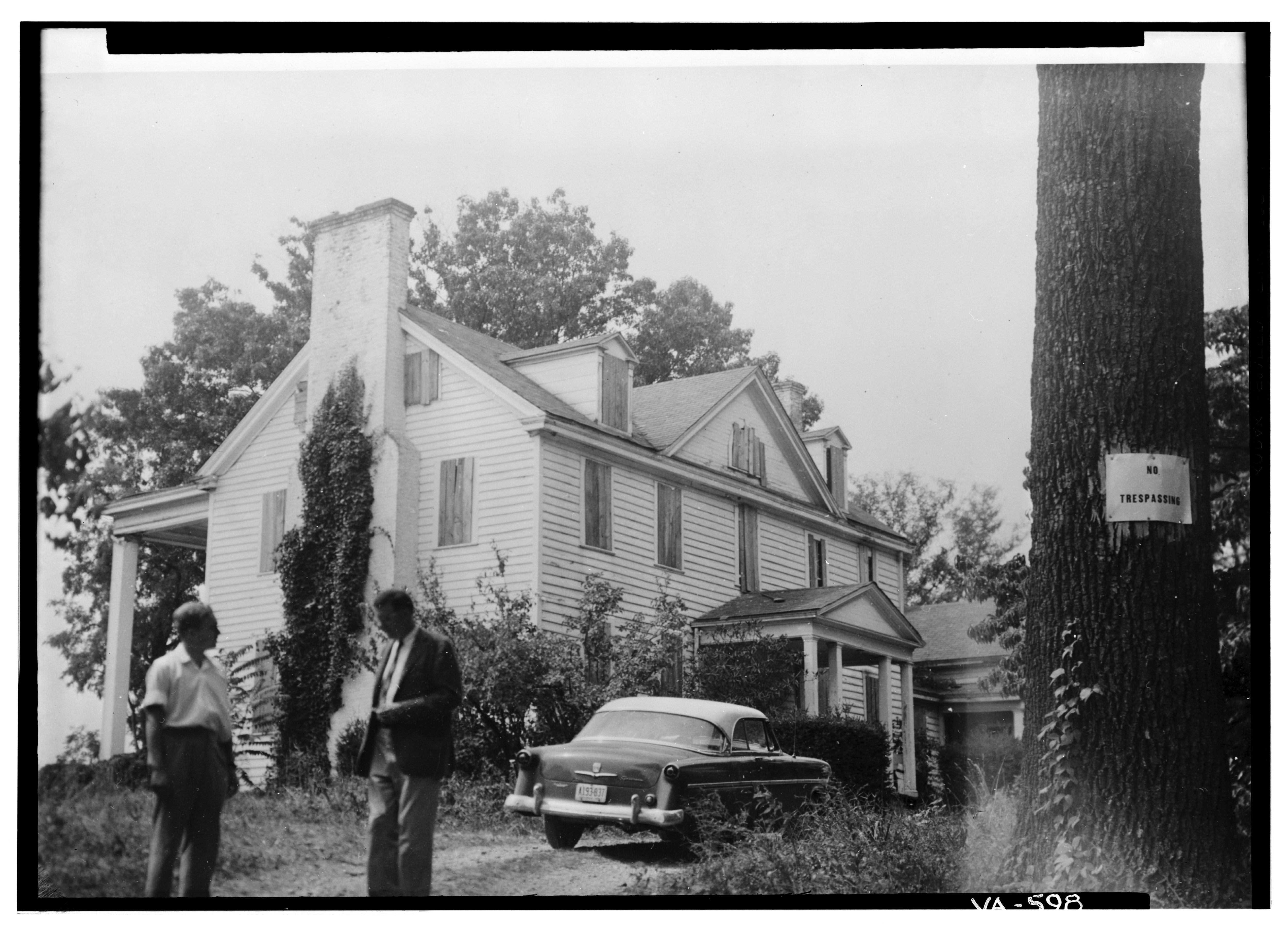
Il fronte della casa
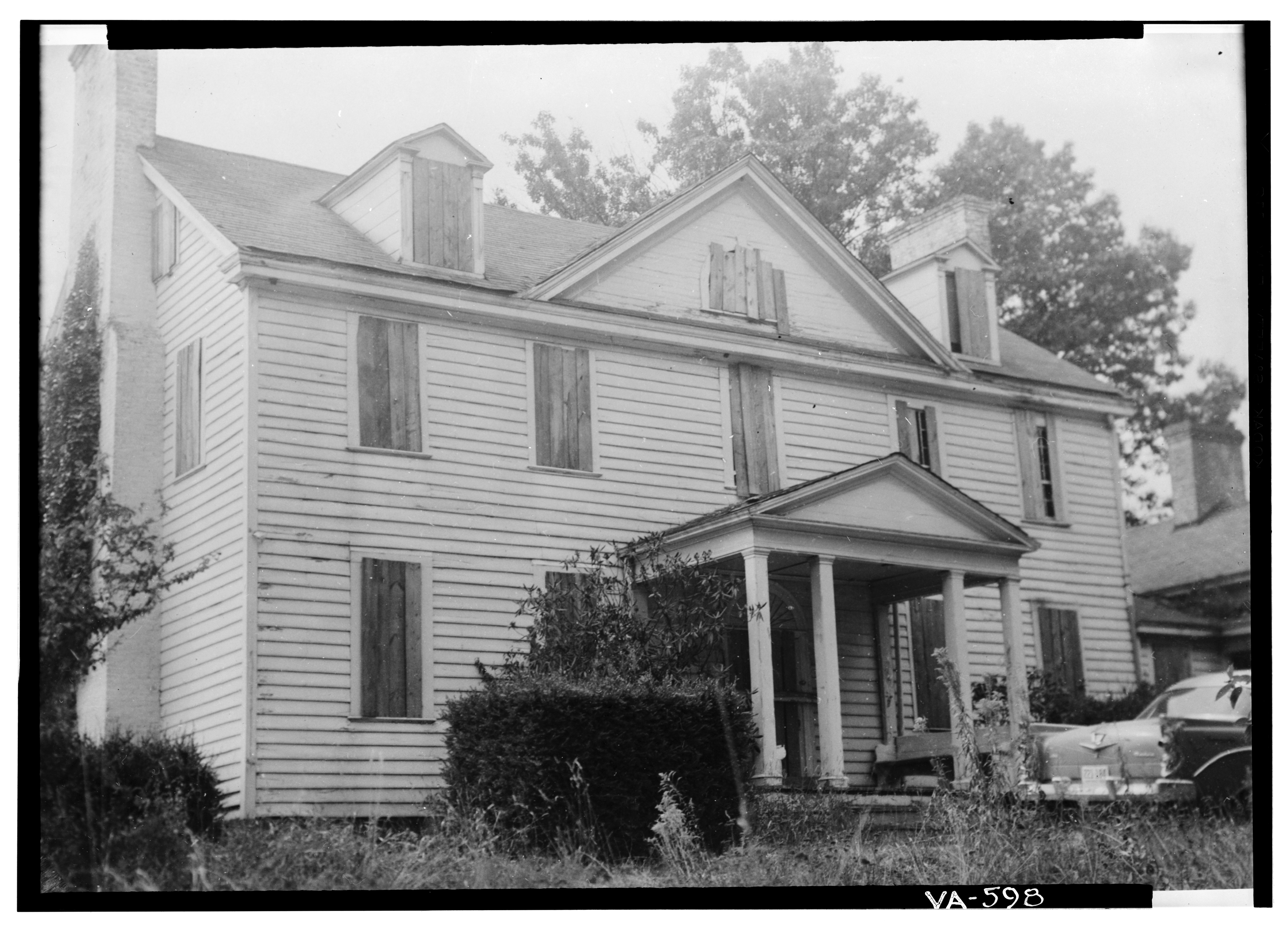
Il fronte della casa
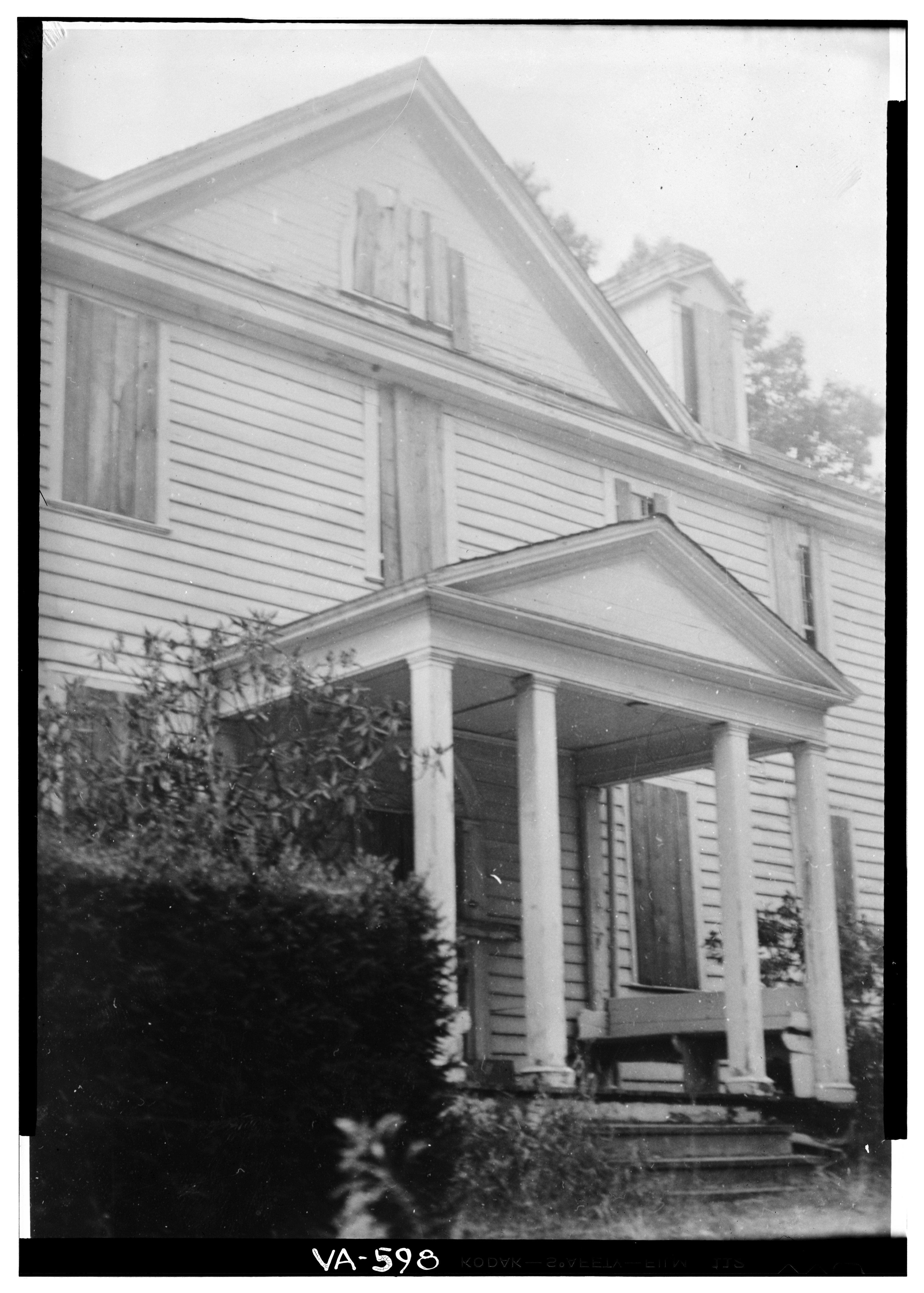
L'entrata principale
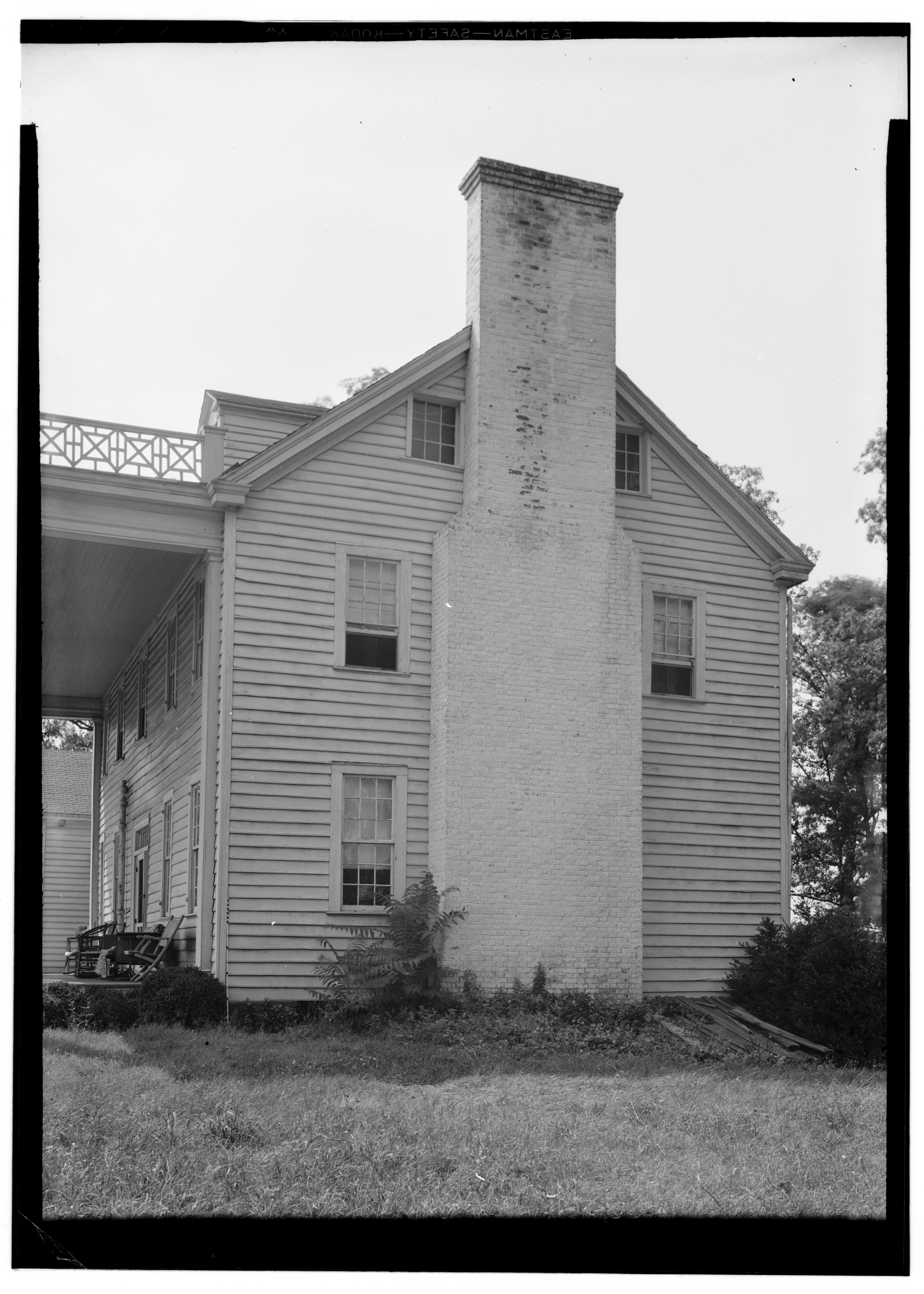
Un lato
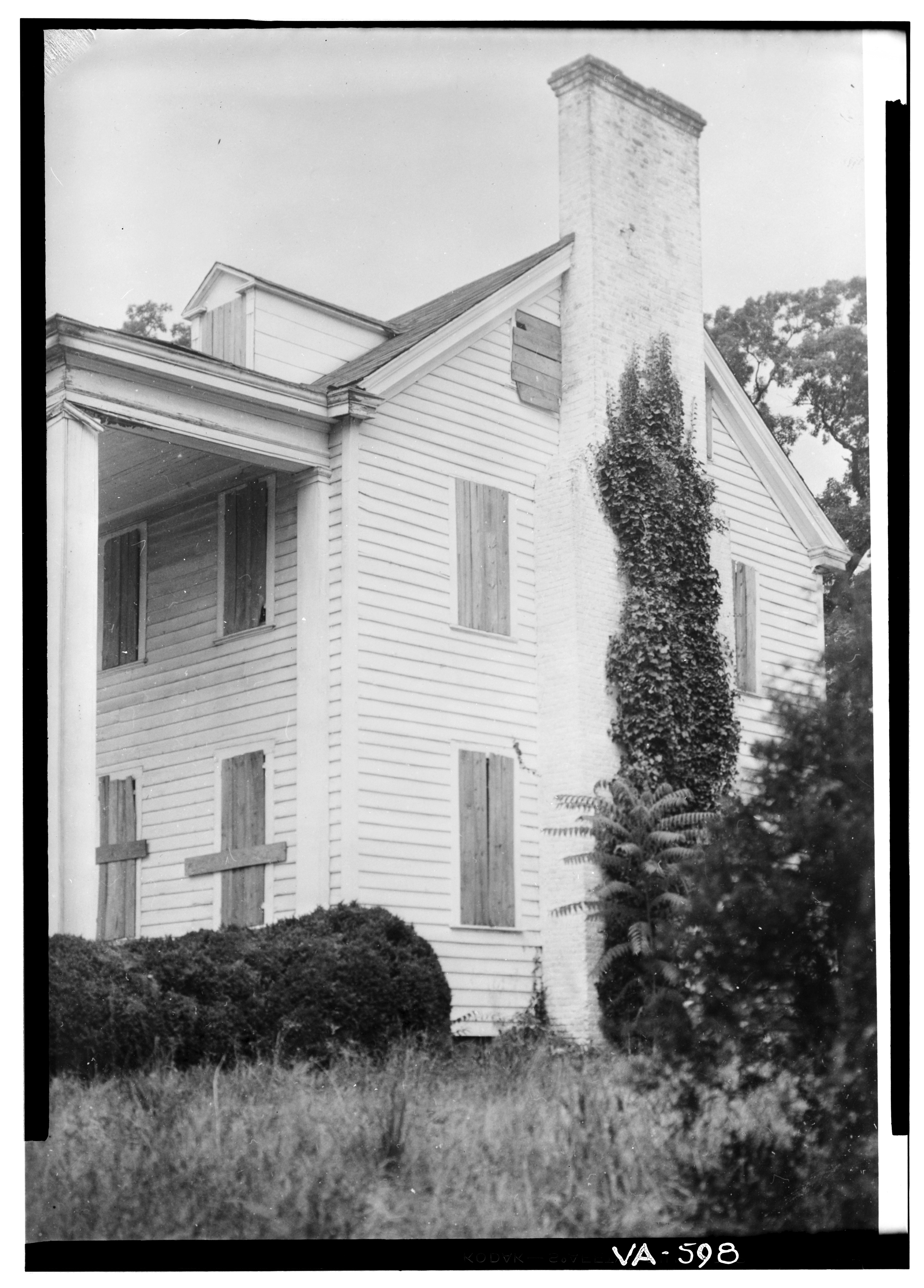
Un lato
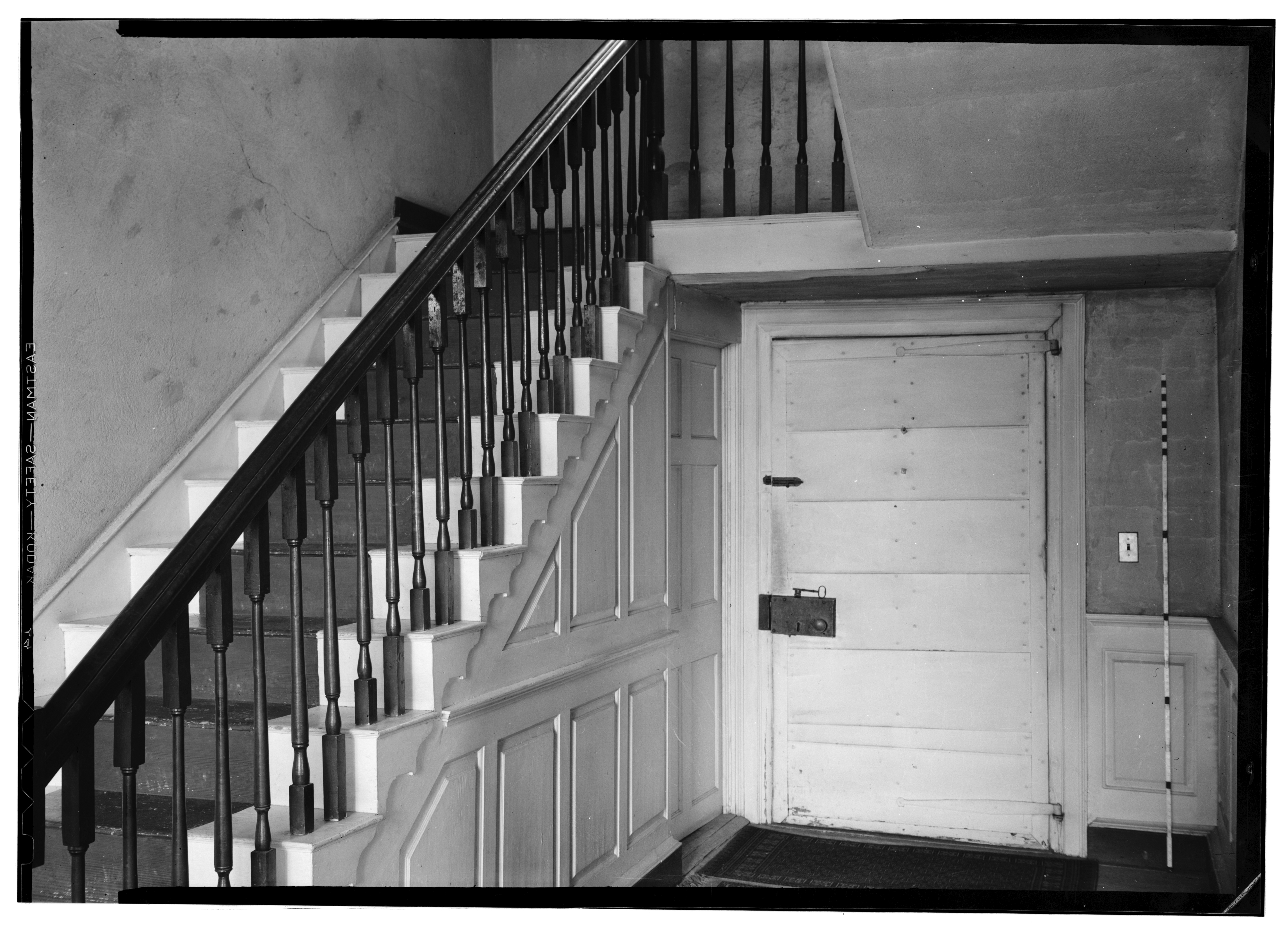
Lo scalone interno
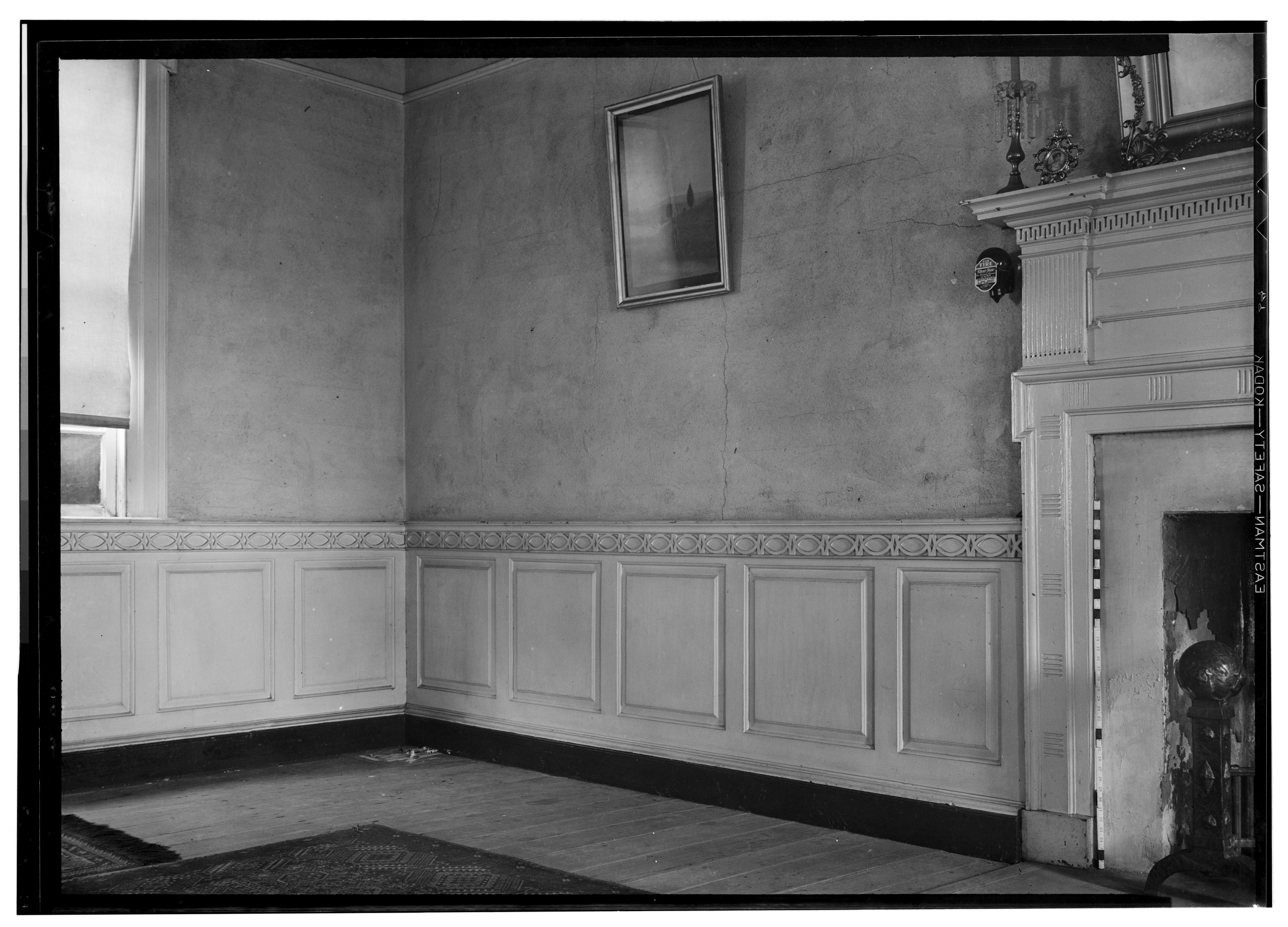
La pannellatura degli interni
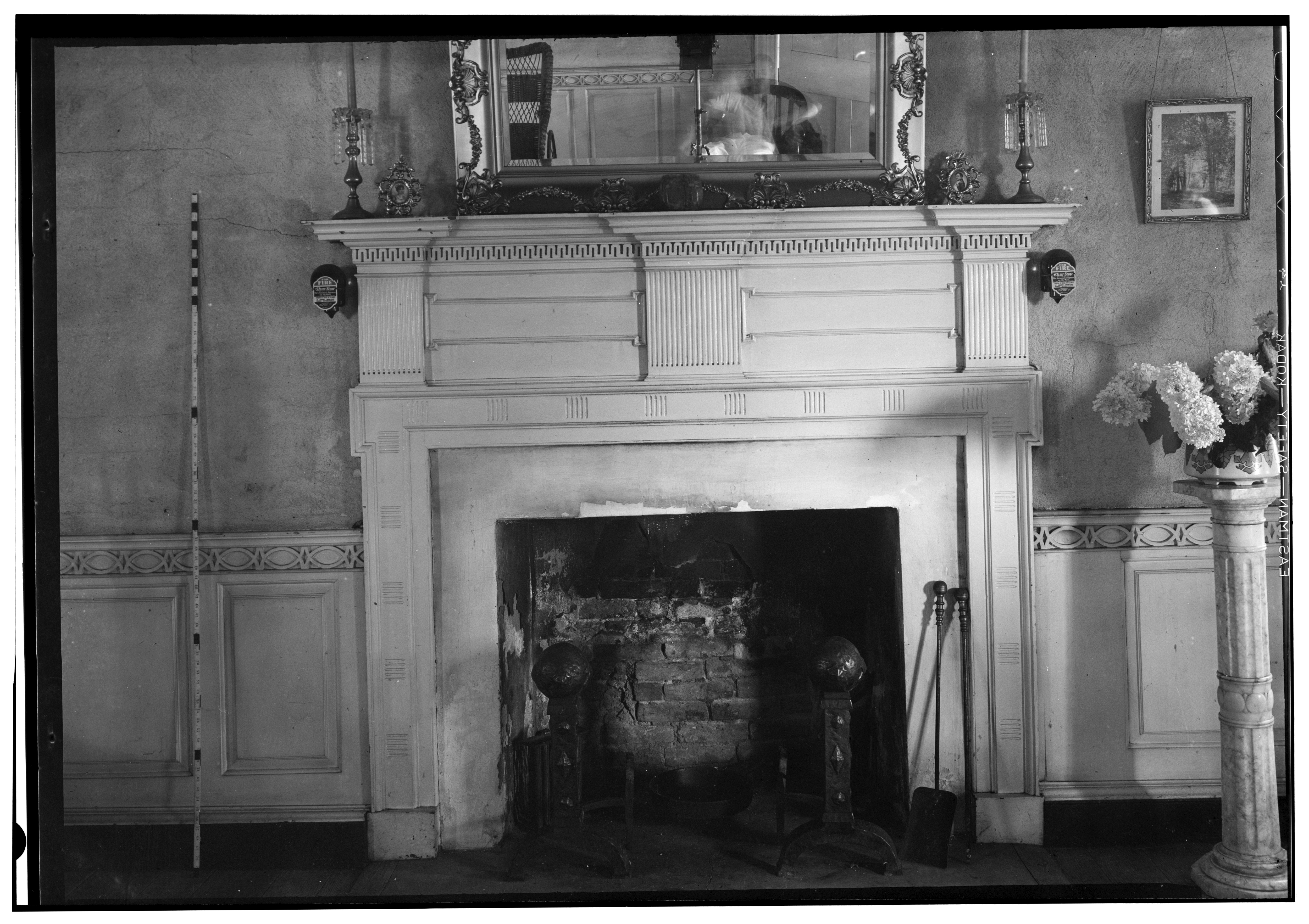
Il camino all'interno della residenza